# Seznam moskevských metropolitů a patriarchů

Monogram současného moskevskéh patriarchy, Kirilla I.

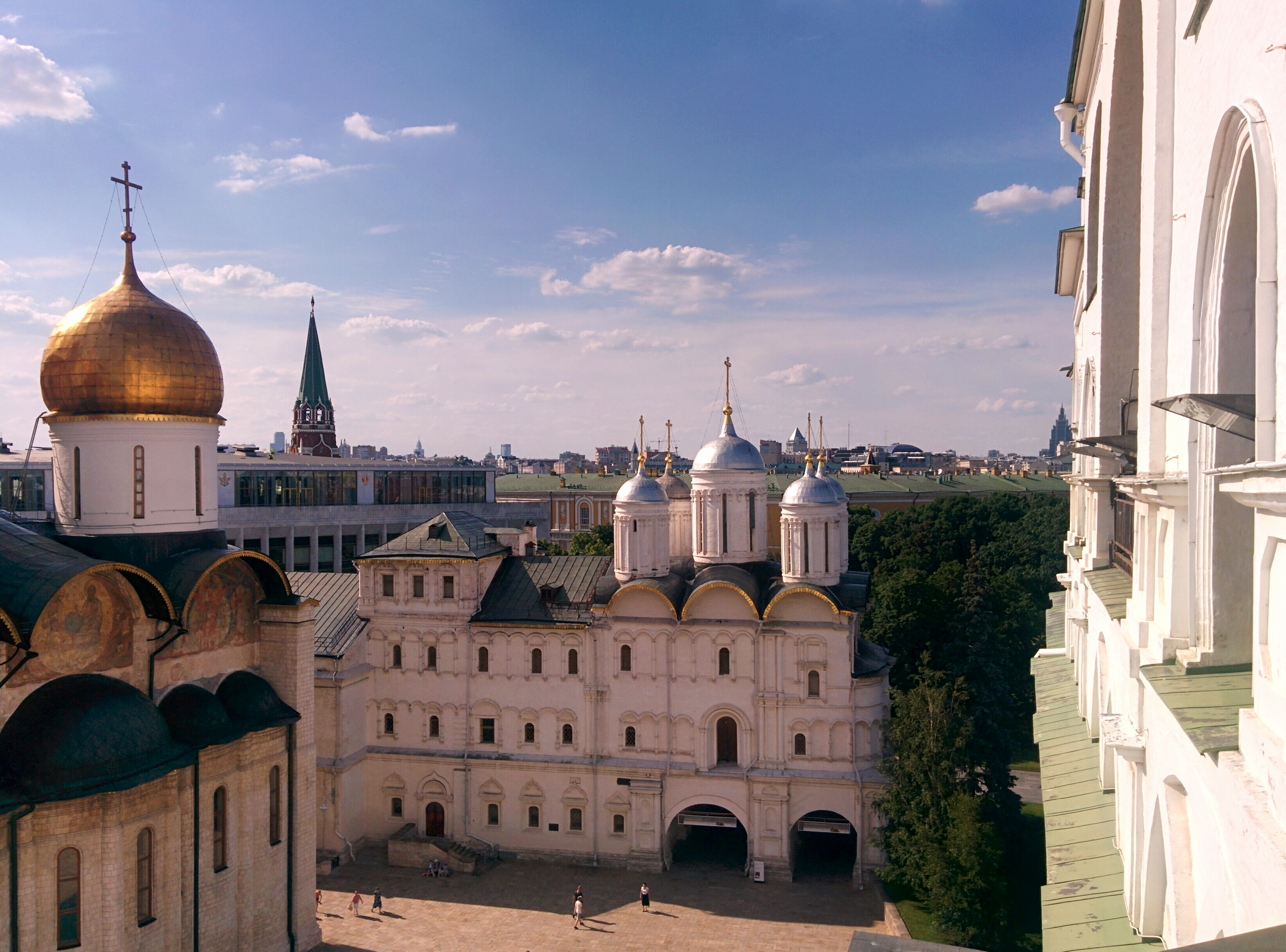
Palác patriarchů a chrám Dvanácti apoštolů na Katedrálním náměstí moskevského Kremlu.

Toto je seznam moskevských metropolitů a patriarchů, nejvyšších představitelů pravoslavné církve v Rusku, od roku 1308.

## Historie
Dějiny Ruské pravoslavné církve začínají aktem přijetí křesťanství v Kyjevě, které se mělo udát v roce 988, toto datum je nicméně sporné. V roce 1316 metropolita kyjevský přenesl své sídlo do Vladimiru a v roce 1322 zpět do Moskvy. V roce 1589, byl stolec povýšen na patriarchát. Ten byl zrušen v roce 1721 v rámci církevních reforem za panování Petra I. Velikého a nahrazen Nejsvětějším synodem a biskup moskevský opět získal titul metropolity. Patriarchát byl obnoven v roce 1917 a následně zrušen sovětskou vládou v roce 1925. Znovu byla naposledy obnovena v době druhé světové války roku 1943, z initiativy sovětského vůdce Josifem Stalinem.

## Metropolitové kyjevští a celé Rusi (trvale sídlící vMoskvě, 1325–1461)
| Pořadí                   | Jméno            | Portrét | Období    | Poznámky     |
| ------------------------ | ---------------- | ------- | --------- | ------------ |
| 1                        | sv. Petr         |         | 1308–1326 |              |
| úřad neobsazen 1326–1328 |                  |         |           |              |
| 2                        | sv. Teognost     |         | 1328–1353 |              |
| 3                        | sv. Alexij       |         | 1354–1378 |              |
|                          | Michail (Mitjay) |         | 1378–1379 | Locum tenens |
| úřad neobsazen 1379–1381 |                  |         |           |              |
| 4                        | sv. Kyprian      |         | 1381–1382 | první období |
| 5                        | Pimen            |         | 1382–1384 |              |
| 6                        | sv. Dionisij I.  |         | 1384–1385 |              |
| úřad neobsazen 1385–1390 |                  |         |           |              |
|                          | sv. Kyprian      |         | 1390–1406 | druhé období |
| úřad neobsazen 1406–1408 |                  |         |           |              |
| 7                        | sv. Fotij        |         | 1408–1431 |              |
| úřad neobsazen 1431–1433 |                  |         |           |              |
| 8                        | Gerasim          |         | 1433–1435 |              |
| 9                        | Isidor           |         | 1436–1441 |              |
| úřad neobsazen 1441–1448 |                  |         |           |              |
| 10                       | sv. Jona         |         | 1448–1461 |              |

## Metropolitové moskevští a celého Ruska (1461–1589)
| Pořadí | Jméno           | Portrét | Období    | Poznámky              |
| ------ | --------------- | ------- | --------- | --------------------- |
| 1      | Teodosij        |         | 1461–1464 |                       |
| 2      | Filip I.        |         | 1464–1473 |                       |
| 3      | Gerontij        |         | 1473–1489 |                       |
| 4      | Zosimus         |         | 1490–1494 |                       |
| 5      | Simon           |         | 1495–1511 |                       |
| 6      | Varlaam         |         | 1511–1521 |                       |
| 7      | Daniel          |         | 1522–1539 |                       |
| 8      | Joasaf          |         | 1539–1542 |                       |
| 9      | sv. Makarij     |         | 1542–1563 |                       |
| 10     | Athanasij       |         | 1564–1566 |                       |
| 11     | sv. German      |         | 1566      |                       |
| 12     | sv. Filip II.   |         | 1566–1568 |                       |
| 13     | Cyril III. (IV) |         | 1568–1572 |                       |
| 14     | Anthonij        |         | 1572–1581 |                       |
| 15     | Dionisij II.    |         | 1581–1587 |                       |
| 16     | sv. Job         |         | 1587–1589 | Povýšen na patriarchu |

## Patriarchové moskevští a celého Ruska (1589–1721)
| Pořadí                   | Jméno        | Portrét | Období    | Poznámky                   |
| ------------------------ | ------------ | ------- | --------- | -------------------------- |
| 1                        | sv. Job      |         | 1589–1605 |                            |
|                          | Ignatij      |         | 1605–1606 |                            |
| 2                        | sv. Germogen |         | 1606–1612 |                            |
| úřad neobsazen 1612–1619 |              |         |           |                            |
| 3                        | Filaret      |         | 1619–1633 |                            |
| 4                        | Joasaf I.    |         | 1634–1640 |                            |
| úřad neobsazen 1640–1642 |              |         |           |                            |
| 5                        | Josif        |         | 1642–1652 |                            |
| 6                        | Nikon        |         | 1652–1658 |                            |
|                          | Pitirim      |         | 1658–1667 | první období; locum tenens |
| 7                        | Joasaf II.   |         | 1667–1672 |                            |
| 8                        | Pitirim      |         | 1672–1673 | druhé období               |
| 9                        | Joachim      |         | 1674–1690 |                            |
| 10                       | Adrian       |         | 1690–1700 |                            |
|                          | Stěpan       |         | 1700–1721 | Locum tenens               |

## Metropolitové a arcibiskupové moskevští (1721–1917)
| Pořadí                   | Jméno           | Portrét | Období    | Poznámky  |
| ------------------------ | --------------- | ------- | --------- | --------- |
| 1                        | Stěpan          |         | 1721–1722 |           |
| 2                        | Teofan          |         | 1722–1736 |           |
| úřad neobsazen 1736–1742 |                 |         |           |           |
| 3                        | Josif           |         | 1742–1745 |           |
| 4                        | Platon I.       |         | 1745–1754 |           |
|                          | Ilarion         |         | 1754–1757 | koadjutor |
| 5                        | Timofej         |         | 1757–1767 |           |
| 6                        | Amvrosij        |         | 1768–1771 |           |
|                          | Samuil          |         | 1771–1775 | koadjutor |
| 7                        | Platon II.      |         | 1775–1812 |           |
| 8                        | Avgustin        |         | 1812–1819 |           |
| 9                        | Serafim         |         | 1819–1821 |           |
| 10                       | sv. Filaret     |         | 1821–1867 |           |
| 11                       | sv. Innokentij  |         | 1868–1879 |           |
| 12                       | Makarij I.      |         | 1879–1882 |           |
| 13                       | Joannikij       |         | 1882–1891 |           |
| 14                       | Leontij         |         | 1891–1893 |           |
| 15                       | Sergij I.       |         | 1893–1898 |           |
| 16                       | sv. Vladimir    |         | 1898–1912 |           |
| 17                       | sv. Makarij II. |         | 1912–1917 |           |

## Patriarchové moskevští a celé Rusi (obnoven, 1917–současnost)
| Pořadí                   | Jméno                    | Portrét                  | Volba                    | Období                   | Období                   | Poznámky |
| ------------------------ | ------------------------ | ------------------------ | ------------------------ | ------------------------ | ------------------------ | --- |
| 11                       | sv. Tichon               |                          | 1917–18                  | 4. prosince 1917         | 7. dubna 1925            | |
| úřad neobsazen 1925–1943 | úřad neobsazen 1925–1943 | úřad neobsazen 1925–1943 | úřad neobsazen 1925–1943 | úřad neobsazen 1925–1943 | úřad neobsazen 1925–1943 | - metropolita Petr Krutický, locum tenens (1925–1936), de facto pouze do roku 1926 - Sergij, metropolita Nižního Novgorodu, činný locum tenens (1926–1936) - Sergij, metropolita moskevský a kolomenský (předtím v Nižním Novgorodu), locum tenens (1936–1943) |
| 12                       | Sergij I.                |                          | 1943                     | 12. září 1943            | 15. května 1944          | |
| 13                       | Alexij I.                |                          | 1945                     | 4. února 1945            | 17. dubna 1970           | |
| 14                       | Pimen I.                 |                          | 1971                     | 3. června 1971           | 3. května 1990           | |
| 15                       | Alexij II.               |                          | 1990                     | 10. června 1990          | 5. prosince 2008         | |
| 16                       | Kirill I.                |                          | 2009                     | 1. února 2009            | v úřadě                  | |